# Governo Balkenende IV
Il Governo Balkenende IV (in lingua nederlandese: Kabinet-Balkenende IV) è stato il sessantasettesimo Governo dei Paesi Bassi, in carica per 3 anni, 7 mesi e 22 giorni, dal 22 febbraio 2007 al 14 ottobre 2010 (sebbene dimissionario dal 22 febbraio 2010), guidato dal Ministro-Presidente Jan Peter Balkenende.

## Caduta del governo
Il Governo è caduto prematuramente il 20 febbraio 2010 quando il Partito del Lavoro (PvdA), rifiutandosi di sostenere un'estensione della missione in Afghanistan della Task Force Uruzgan, uscì dalla maggioranza di governo con le dimissioni dei propri ministri. Constatato ciò, dunque, l'esecutivo si è dimesso ed è conseguentemente rimasto in carica solo per gli affari correnti e urgenti fino alla sua sostituzione dopo le elezioni del 2010.

## Situazione parlamentare
Al momento del giuramento del governo, il 22 febbraio 2007:
| Camera       | Collocazione | Partiti                                                        | Seggi    |
| ------------ | ------------ | -------------------------------------------------------------- | -------- |
| Tweede Kamer | Maggioranza  | CDA (41), PvdA (33), CU (6)                                    | 80 / 150 |
| Tweede Kamer | Opposizione  | SP (25), VVD (22), PVV (9), GL (7), D66 (3), PvdD (2), SGP (2) | 70 / 150 |

Al momento della caduta del governo, il 22 febbraio 2010:
| Camera       | Collocazione | Partiti                                                                   | Seggi     |
| ------------ | ------------ | ------------------------------------------------------------------------- | --------- |
| Tweede Kamer | Governo      | CDA (41), CU (6)                                                          | 47 / 150  |
| Tweede Kamer | Opposizione  | PvdA (33), SP (25), VVD (22), PVV (9), GL (7), D66 (3), PvdD (2), SGP (2) | 103 / 150 |

## Composizione
Appello Cristiano Democratico (CDA)
     Partito del Lavoro (PvdA)
     Unione Cristiana (CU)
| Carica o ministero                                                     | Titolare | Titolare | Titolare                                                         | Partito |
| ---------------------------------------------------------------------- | -------- | -------- | ---------------------------------------------------------------- | ------- |
| Ministro-Presidente Affari Generali                                    |          |          | Jan Peter Balkenende                                             | CDA     |
| Vice Ministro-Presidente (soppresso)                                   |          |          | Bos Dutch (fino al 22 febbraio 2010)                             | PvdA    |
| Vice Ministro-Presidente Salute, Welfare e Sport                       |          |          | André Rouvoet                                                    | CU      |
| Finanze                                                                |          |          | Bos Dutch (fino al 22 febbraio 2010)                             | PvdA    |
| Finanze                                                                |          |          | Jan Kees de Jager (dal 22 febbraio 2010)                         | CDA     |
| Economia                                                               |          |          | Maria van der Hoeven                                             | CDA     |
| Istruzione, Cultura e Scienza                                          |          |          | Ronald Plasterk (fino al 22 febbraio 2010)                       | PvdA    |
| Istruzione, Cultura e Scienza                                          |          |          | André Rouvoet (dal 22 febbraio 2010)                             | CU      |
| Relazioni interne e del Regno                                          |          |          | Guusje ter Horst (fino al 22 febbraio 2010)                      | PvdA    |
| Relazioni interne e del Regno                                          |          |          | Ernst Hirsch Ballin (dal 22 febbraio 2010)                       | CDA     |
| Giustizia                                                              |          |          | Ernst Hirsch Ballin                                              | CDA     |
| Esteri                                                                 |          |          | Maxime Verhagen                                                  | CDA     |
| Difesa, Abitazioni Pianificazione territoriale e Ambiente (attribuita) |          |          | Eimert van Middelkoop                                            | CU      |
| Affari sociali e Occupazione                                           |          |          | Piet Hein Donner                                                 | CDA     |
| Trasporti e Gestione dell'acqua                                        |          |          | Camiel Eurlings                                                  | CDA     |
| Agricoltura, Natura e Qualità Alimentare                               |          |          | Gerda Verburg                                                    | CDA     |
| Cooperazione e Sviluppo                                                |          |          | Bert Koenders                                                    | PvdA    |
| Integrazione, Edilizia popolare e Minoranze                            |          |          | Ella Vogelaar (fino al 14 novembre 2008)                         | PvdA    |
| Integrazione, Edilizia popolare e Minoranze                            |          |          | Eberhard van der Laan (dal 14 novembre 2008 al 22 febbraio 2010) | PvdA    |